# 中里村 (群馬県)
中里村（なかざとむら）は、群馬県の南西部、多野郡に属していた村である。群馬県内で最も人口の少ない村であった。

## 地理
- 山岳：赤久縄山、日向山、日影山、叶山、城山
- 河川：神流川、橋倉川

## 歴史
- 1889年（明治22年）4月1日 町村制施行により南甘楽郡中里村が成立する。
- 1896年（明治29年）4月1日 郡統合（南甘楽郡、緑野郡、多胡郡の統合）により多野郡に所属する。
- 2003年（平成15年）4月1日 万場町と合併し神流町となる。

## 地域

### 健康
- 平均年齢:57.9歳（2002年10月1日）

### 教育
- 中里村立中里中学校
- 中里村立中里小学校

## 名所・旧跡・観光スポット・祭事・催事
- 瀬林の漣痕
- 中里村恐竜センター（後の神流町恐竜センター） - 1987年開館。村おこし「恐竜王国」の中心施設

## その他
- 村長:小林一夫
- 2002年9月に上野村に信号機が設置されたため、翌年の合併までの間、中里村は群馬県内唯一の「信号機がない村」だった。